# Horní Němčí
Horní Němčí (in tedesco Horniemtsch) è un comune della Repubblica Ceca facente parte del distretto di Uherské Hradiště, nella regione di Zlín.